# Yusufeli
Yusufeli là một huyện thuộc tỉnh Artvin, Thổ Nhĩ Kỳ. Huyện có diện tích 2270 km² và dân số thời điểm năm 2007 là 22945 người, mật độ 10 người/km².